# 蒼蠅座EZ
蒼蠅座EZ，又名CP-68 1929，HD 116890、SAO 252321、HR 5066，是蒼蠅座的一颗恒星，视星等为6.2，位于銀經306.19，銀緯-6.99，其B1900.0坐标为赤經13h 21m 30.9s，赤緯-69° -6.99′ 28″。